# Liste der Bürgermeister von Wels
Liste der Bürgermeister der oberösterreichischen Stadt Wels. 

## Bürgermeister imKaisertum Österreichund in derk.u.k. Monarchie
- 1848–1861 Ferdinand Vielguth
- 1861–1879 Franz Gross, liberal
- 1879–1883 Leopold Bauer
- 1883–1886 Franz Gross (seine 2. Periode)
- 1887–1914 Johann Schauer, deutschliberal
- 1914–1918 Camillo Schulz

## Bürgermeister in derErsten Republik
- 1919–1924 Karl Richter, Deutsche Volkspartei
- 1924–1934 Karl Aubert Salzmann, CS
- 1934–1938 Johann Hartl, CS

## Bürgermeister während desNationalsozialismus
- 1938–1939 Leopold Sturma, NSDAP
- 1939–1945 Josef Schuller, NSDAP

## Bürgermeister in derZweiten Republik
- 5. Mai – 8. Mai 1945 Karl Gusenleitner, parteilos
- 8. Mai  – 20. August 1945 Franz Breitwieser, ÖVP
- 20. August 1945 – 1946 Mathias Wagner, ÖVP
- 1946–1949 Franz Grüttner, SPÖ
- 1949–1962 Oskar Koss, SPÖ
- 1963–1982 Leopold Spitzer, SPÖ
- 1982–1999 Karl Bregartner, SPÖ

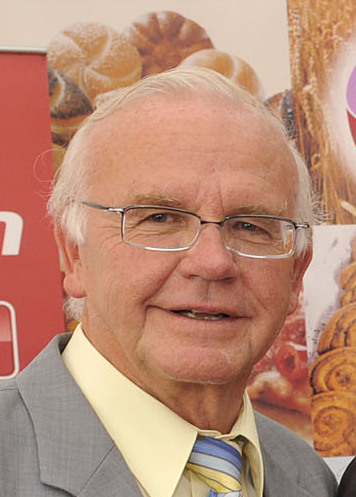
1999–2015 Peter Koits, SPÖ
- ab 2015 Andreas Rabl, FPÖ

- Peter Koits